# 徳元敏
徳元 敏（とくもと さとし、1976年9月20日 - ）は、沖縄県糸満市出身の元プロ野球選手（投手）。右投左打。

## 経歴

### プロ入り前
沖縄県立沖縄水産高等学校から東京農業大学生物産業学部生物生産学科へと進学。北海道学生野球連盟に加盟する東京農業大学生物産業学部硬式野球部に所属した。

大学ではリーグ優勝6回を経験、1年の大学選手権では同じく1年・上原浩治（大体大）が全国舞台で鮮烈デビューした試合でリリーフ登板している。3年の同大会では準々決勝・亜大戦で先発するも延長の末に惜敗。4年春秋とMVP。4年春は最優秀投手、ベストナインで大学選手権では初戦で延長12回完投勝利。
1998年のプロ野球ドラフト会議で、オリックス・ブルーウェーブから5位指名を受け入団。

### オリックス時代
2002年8月10日の対大阪近鉄バファローズ戦でプロ初勝利を収める。シーズン終盤には先発でのチャンスも与えられ、9月29日の対千葉ロッテマリーンズ戦では敗れはしたが初完投も記録した。最終的に29試合に登板し、そのうち5試合に先発した。1勝4敗、防御率3.34の成績を残した。
2003年は開幕ローテ入りを果たし、開幕第5戦の3月31日の対西武ライオンズ戦では、9回途中2失点の好投で初先発勝利を挙げる。
2004年9月11日の対西武戦では5年ぶりにセーブをあげ、これがオリックス・ブルーウェーブとしての最後のセーブ投手となった。シーズン終了後、球団合併に伴う分配ドラフトを経て、新設された東北楽天ゴールデンイーグルスに入団する。

### 楽天時代
2005年は開幕一軍に選ばれ、チームは千葉ロッテマリーンズとの開幕戦で球団初勝利を挙げたが、続く開幕2戦目で移籍後初登板するも打ち込まれ即二軍落ちとなった。2戦目は0-26と歴史的大敗を喫した。同年は8試合の登板に終わり、防御率も8点台と低迷した。
2006年はボールの縫い目に指を掛けないノーシームとカットボールを武器に好調を持続し、6月16日の対巨人戦で2年ぶりの白星を挙げた。シーズン中盤は特に好調で起用されることが多く、最終的に28試合に登板して自己最多の3勝1敗、防御率1.37の好成績を挙げた。被打率はトータルでも.182と非常に低く、特に左打者に強いところを見せた。
2007年4月3日の北海道日本ハムファイターズ戦でシーズン初登板し、この試合は無失点に抑えた。しかし、2日後の同戦では金子誠にソロ本塁打を打たれた。直後に二軍降格となった。その後はベテランの吉田豊彦が不調で二軍落ち、後半には抑えの福盛和男、ベテランの小倉恒が2度の二軍落ちするなどリリーフ陣に陰りが見えても1軍に昇格できず、僅か2試合の登板に終わり10月2日に球団から戦力外通告を受けた。

### 楽天退団後
2008年1月18日、地元の沖縄電力に入社したと発表される。同時に同社の野球部に入部。2010年には、高見澤考史（元オリックス）が代表取締役を務める埼玉県のアーデルバッティングドームに入社。同会社の運営するアーデル野球塾の投手スタッフとして投手クラス・個人レッスンを中心に指導を行っていたが、2012年1月に退社した。
その後、中学硬式野球クラブである東練馬シニアのコーチに就任し2014年より監督を務める。

## 選手としての特徴・人物
アンダースロー気味のサイドスローから繰り出されるスライダー・シュートを武器にした強気の投球が身上。ボールの勢いで押さえつけて打ち取るタイプ。「究極的には一球でしとめること」と語るように奪三振へのこだわりはなく、また数自体も多くない。制球力にやや不安があり、四球は多めである。
シーズンオフのトレーニングでは平仲明信のボクシングジムに通っていた。
オリックスと楽天時代の背番号の43は、出身地沖縄で広く知られるシーサーの語呂合わせ。
楽天のファームブログでは、EXILEのATSUSHIに似ているからか徳ザイルと呼ばれていた。

## 詳細情報

### 年度別投手成績
| 年 度     | 球 団      | 登 板 | 先 発 | 完 投 | 完 封 | 無 四 球 | 勝 利 | 敗 戦 | セ 丨 ブ | ホ 丨 ル ド | 勝 率 | 打 者 | 投 球 回 | 被 安 打 | 被 本 塁 打 | 与 四 球 | 敬 遠 | 与 死 球 | 奪 三 振 | 暴 投 | ボ 丨 ク | 失 点 | 自 責 点 | 防 御 率 | W H I P |
| --------- | ---------- | ----- | ----- | ----- | ----- | -------- | ----- | ----- | -------- | ----------- | ----- | ----- | -------- | -------- | ----------- | -------- | ----- | -------- | -------- | ----- | -------- | ----- | -------- | -------- | ------- |
| 1999      | オリックス | 35    | 0     | 0     | 0     | 0        | 0     | 5     | 1        | --          | .000  | 216   | 48.2     | 43       | 7           | 24       | 4     | 5        | 23       | 0     | 0        | 33    | 32       | 5.92     | 1.38    |
| 2000      | オリックス | 4     | 0     | 0     | 0     | 0        | 0     | 0     | 0        | --          | ----  | 29    | 6.0      | 8        | 0           | 2        | 0     | 1        | 2        | 0     | 0        | 4     | 1        | 1.50     | 1.67    |
| 2001      | オリックス | 4     | 0     | 0     | 0     | 0        | 0     | 0     | 0        | --          | ----  | 35    | 8.0      | 11       | 1           | 2        | 0     | 1        | 6        | 0     | 0        | 6     | 6        | 6.75     | 1.63    |
| 2002      | オリックス | 29    | 5     | 1     | 0     | 0        | 1     | 4     | 0        | --          | .200  | 288   | 67.1     | 67       | 9           | 25       | 2     | 1        | 29       | 2     | 0        | 29    | 25       | 3.34     | 1.37    |
| 2003      | オリックス | 26    | 7     | 0     | 0     | 0        | 1     | 3     | 0        | --          | .250  | 333   | 68.1     | 99       | 13          | 27       | 0     | 10       | 32       | 2     | 0        | 56    | 51       | 6.72     | 1.84    |
| 2004      | オリックス | 12    | 2     | 0     | 0     | 0        | 1     | 2     | 1        | --          | .333  | 134   | 28.2     | 37       | 4           | 8        | 0     | 4        | 25       | 2     | 0        | 17    | 16       | 5.02     | 1.57    |
| 2005      | 楽天       | 8     | 1     | 0     | 0     | 0        | 0     | 0     | 0        | 0           | ----  | 49    | 8.2      | 11       | 0           | 12       | 0     | 2        | 1        | 0     | 0        | 8     | 8        | 8.31     | 2.65    |
| 2006      | 楽天       | 28    | 0     | 0     | 0     | 0        | 3     | 1     | 0        | 5           | .750  | 104   | 26.1     | 16       | 0           | 11       | 0     | 1        | 10       | 0     | 0        | 7     | 4        | 1.37     | 1.03    |
| 2007      | 楽天       | 2     | 0     | 0     | 0     | 0        | 0     | 0     | 0        | 0           | ----  | 4     | 0.2      | 1        | 1           | 1        | 0     | 0        | 0        | 0     | 0        | 1     | 1        | 13.50    | 3.00    |
| 通算：9年 | 通算：9年  | 148   | 15    | 1     | 0     | 0        | 6     | 15    | 2        | 5           | .286  | 1192  | 262.2    | 293      | 35          | 112      | 6     | 25       | 128      | 6     | 0        | 161   | 144      | 4.93     | 1.54    |

### 記録
- 初登板：1999年4月6日、対大阪近鉄バファローズ1回戦（大阪ドーム）、2回裏2死に2番手で救援登板、2回1/3を無失点
- 初奪三振：同上、3回裏にタフィ・ローズから
- 初セーブ：1999年5月2日、対日本ハムファイターズ6回戦（グリーンスタジアム神戸）、7回表2死に3番手で救援登板・完了、2回1/3を無失点
- 初先発：2002年6月24日、対西武ライオンズ15回戦（西武ドーム）、5回3失点
- 初勝利：2002年8月10日、対大阪近鉄バファローズ20回戦（グリーンスタジアム神戸）、11回表に3番手で救援登板・完了、1回無失点
- 初完投：2002年9月29日、対千葉ロッテマリーンズ26回戦（千葉マリンスタジアム）、8回2失点で敗戦投手
- 初先発勝利：2003年4月1日、対西武ライオンズ2回戦（Yahoo!BBスタジアム）、8回0/3を2失点
- 初ホールド：2006年6月14日、対阪神タイガース5回戦（フルキャストスタジアム宮城）、9回表に5番手で救援登板、1/3回無失点

### 背番号
- 40 （1999年 - 2000年）
- 43 （2001年 - 2007年）